# 鹿角藤属
鹿角藤属（学名：Chonemorpha）是夹竹桃科下的一个属，为粗壮、攀援状灌木植物。该属共有约20种，分布于亚洲热带和亚热带地区。